# Riconoscimenti ottenuti da La grande bellezza
La grande bellezza è un film del 2013 diretto da Paolo Sorrentino, presentato in concorso al Festival di Cannes 2013. Nel 2014 ha vinto il Premio Oscar come miglior film in lingua straniera, Golden Globe e il BAFTA nella stessa categoria, quattro European Film Awards, nove David di Donatello (su 18 candidature), cinque Nastri d'Argento e numerosi altri premi internazionali.

## Riconoscimenti
- 2014 – Premio Oscar
  - Miglior film straniero (Italia)
- 2014 – Golden Globe
  - Miglior film straniero (Italia)
- 2013 – European Film Award
  - Miglior film a Paolo Sorrentino, Nicola Giuliano e Francesca Cima
  - Miglior regia a Paolo Sorrentino
  - Miglior attore a Toni Servillo
  - Migliore montaggio a Cristiano Travaglioli
  - Candidatura alla miglior sceneggiatura a Paolo Sorrentino e Umberto Contarello
- 2014 – David di Donatello
  - Miglior regia a Paolo Sorrentino
  - Miglior produttore a Nicola Giuliano e Francesca Cima
  - Migliore attore protagonista a Toni Servillo
  - Migliore fotografia a Luca Bigazzi
  - Migliore scenografia a Stefania Cella
  - Migliori costumi a Daniela Ciancio
  - Miglior trucco a Maurizio Silvi
  - Migliori acconciature a Aldo Signoretti
  - Migliori effetti speciali a Rodolfo Migliari e Luca Della Grotta
  - Candidatura al miglior film a Paolo Sorrentino, Nicola Giuliano e Francesca Cima
  - Candidatura alla migliore sceneggiatura a Paolo Sorrentino e Umberto Contarello
  - Candidatura alla migliore attrice protagonista a Sabrina Ferilli
  - Candidatura alla migliore attrice non protagonista a Galatea Ranzi
  - Candidatura al miglior attore non protagonista a Carlo Verdone
  - Candidatura alla miglior colonna sonora a Lele Marchitelli
  - Candidatura al miglior montaggio a Cristiano Travaglioli
  - Candidatura al miglior sonoro a Emanuele Cecere
  - Candidatura ai David giovani a Paolo Sorrentino
- 2013 – Nastro d'argento
  - Nastro d'argento speciale a Toni Servillo
  - Migliore attore non protagonista a Carlo Verdone
  - Migliore attrice non protagonista a Sabrina Ferilli
  - Migliore fotografia a Luca Bigazzi
  - Migliore sonoro in presa diretta a Emanuele Cecere
  - Candidatura al regista del miglior film a Paolo Sorrentino
  - Candidatura al migliore produttore a Nicola Giuliano e Francesca Cima
  - Candidatura alla migliore sceneggiatura a Paolo Sorrentino e Umberto Contarello
  - Candidatura ai migliori costumi a Daniela Ciancio
  - Candidatura alla migliore colonna sonora a Lele Marchitelli
- 2014 – Nastro d'argento
  - Premio speciale agli attori non protagonisti de La grande bellezza
- 2013 – Globo d'oro
  - Migliore fotografia a Luca Bigazzi
  - Candidatura al miglior regia a Paolo Sorrentino
  - Candidatura al miglior attore a Toni Servillo
  - Candidatura alla miglior musica a Lele Marchitelli
- 2014 – Ciak d'oro
  - Miglior film a Paolo Sorrentino, Nicola Giuliano e Francesca Cima[6]
  - Miglior attore protagonista a Toni Servillo[6]
  - Miglior attore non protagonista a Carlo Verdone[6]
  - Migliore attrice non protagonista a Sabrina Ferilli[6]
  - Miglior produttore a Nicola Giuliano e Francesca Cima[6]
  - Migliore fotografia a Luca Bigazzi[6]
  - Migliore scenografia a Stefania Cella[6]
  - Migliori costumi a Daniela Ciancio[6]
  - Candidatura alla migliore sceneggiatura a Paolo Sorrentino e Umberto Contarello
  - Candidatura al miglior sonoro a Emanuele Cecere e Francesco Sabez
  - Candidatura al miglior montaggio a Cristiano Travaglioli
  - Candidatura alla miglior colonna sonora a Lele Marchitelli
  - Candidatura al miglior manifesto a Anna Di Cintio, Matteo Desogus, Fabrizio Caperna e Geo Ceccarelli
- 2014 – British Academy Film Award
  - Miglior film straniero (Italia)
- 2014 – Premio César
  - Candidatura al miglior film straniero (Italia)
- 2014 – Premio Goya
  - Candidatura al miglior film europeo (Italia)
- 2014 – Bari International Film Festival
  - Premio Federico Fellini Platinum Award per l'eccellenza cinematografica a Paolo Sorrentino
- 2013 – Festival di Cannes
  - Candidatura alla Palma d'oro a Paolo Sorrentino
- 2014 – Satellite Awards
  - Candidatura al miglior film straniero (Italia)
- 2013 – Boston Society of Film Critics Awards
  - Miglior film straniero a Paolo Sorrentino
- 2013 – British Independent Film Awards
  - Candidatura al miglior film indipendente internazionale a Paolo Sorrentino
- 2013 – Dallas-Fort Worth Film Critics Association Awards
  - Nomination Miglior film straniero
- 2013 – Florida Film Critics Circle Awards
  - Nomination Miglior film straniero
- 2013 – Hollywood Film Festival
  - Miglior film straniero a Paolo Sorrentino
  - Miglior film indipendente a Paolo Sorrentino
  - Miglior sceneggiatura emergente a Paolo Sorrentino e Umberto Contarello
  - Candidatura al miglior attore a Toni Servillo
  - Candidatura al miglior attore all'avanguardia a Toni Servillo
- 2014 – Independent Spirit Awards
  - Nomination Miglior film straniero a Paolo Sorrentino
- 2013 – Jussi Award
  - Diploma di Merito per il miglior film straniero a Paolo Sorrentino
  - Diploma di Merito per il miglior attore straniero a Toni Servillo
- 2013 – London Film Critics Circle Awards
  - Candidatura al miglior film a Nicola Giuliano e Francesca Cima
  - Candidatura al miglior film straniero a Paolo Sorrentino
  - Candidatura al miglior regista a Paolo Sorrentino
- 2013 – Los Angeles Film Critics Association Awards
  - Candidatura al miglior film straniero
- 2013 – New York Film Critics Circle Awards
  - Candidatura al miglior film in lingua straniera (Italia)
- 2013 – Sevilla Festival de Cine
  - Miglior attore a Toni Servillo
  - Premio Eurimages per la migliore co-produzione europea a Paolo Sorrentino, Medusa Film, Pathé
  - Premio Associazione degli scrittori di Andalucia a Paolo Sorrentino e Umberto Contarello
- 2013 – Sindacato Nazionale Critici Cinematografici Italiani (SNCCI)
  - Film della critica
- 2013 – Tallinn Black Nights Film Festival
  - Grand Prix a Paolo Sorrentino
  - Jury Prix a Luca Bigazzi
- 2013 – Toronto International Film Festival
  - Candidatura allo Special Presentations
- 2013 – Trailers FilmFest
  - Miglior campagna pubblicitaria a Medusa Film, Pathé e TBWA
- 2014 – Chlotrudis Awards
  - Candidatura alla miglior fotografia a Luca Bigazzi
- 2014 – Cinemanila International Film Festival
  - Premio Lino Brocka per il Miglior film
- 2014 – Critics' Choice Movie Award
  - Candidatura al miglior film straniero a Paolo Sorrentino
- 2014 – Denver Film Critics Society Awards
  - Candidatura al miglior film straniero
- 2014 – Guardian Film Awards
  - Miglior scena a "Party iniziale"
  - Candidatura al miglior film
  - Candidatura al miglior attore a Toni Servillo
  - Candidatura al miglior regia a Paolo Sorrentino
  - Candidatura alla miglior attrice non protagonista a Giusi Merli
  - Candidatura alla miglior linea di dialogo a Toni Servillo
- 2014 – International Cinephile Society Awards
  - Candidatura al miglior film
  - Candidatura al miglior film straniero
- 2014 – Palm Springs International Film Festival
  - Candidatura al miglior film straniero
- 2014 – Sindacato Belga della Critica Cinematografica
  - Candidatura al Grand Prix